# Барут, Ведия
Ведия Барут (тур. Vedia Barut; 14 февраля 1919, Никосия, Никосия — 21 мая 2003) — первая турецко-киприотская бизнес-леди.

## Биография
Ведия Барут родилась в Никосии 14 февраля 1919 года. Была вторым из троих детей Мехмета Реджепа Бэя, главного имама мечети Святой Софии, и Эмине Ханим, домохозяйки. Ее начали учить в 3 года, а в 9 лет она начала извлекать уроки игры на скрипке, учась в начальной школе Аясофья. Затем она окончила среднюю школу для девушек Виктория и хотела продолжить карьеру фармацевта, но поскольку британское правительство в то время сменило политику и не приняло фармацевтическую подготовку в кипрской больнице, ее надежды ухудшились. В ответ дядя убедил отца, чтобы для нее можно было открыть магазин.
Этот магазин был открыт в 1937 году. Это оказалось очень противоречивым в патриархальном обществе. Митхат Бэй, писательница газеты «Söz», восприняла эту реакцию как абсурдную и стала жестким защитником Барут, что в конце концов привело к тому, что она получила признание в обществе. Барут работала в своем бизнесе до 2003 года, несмотря на пожар в 1980-х, который уничтожил ее магазин и заставил открыть новый с помощью сына. Сначала она начала с продуктов, которые понравятся женщинам, но затем перешла на канцтовары и стала единственным официальным продавцом канцтоваров во время Второй мировой войны в Никосии. Она также стала распространителем газет, уникально продавая не только турецкоязычные газеты, но и греческие и англоязычные, которые поступали с юга Зеленой линии. Таким образом она стала решающей в содействии контактам между двумя общинами на Кипре. После пожара 1980-х она бросила канцелярский бизнес и продолжала продавать только газеты.
Также она была одной из первых зарождавшихся актрис турецко-кипрского театра. Перед открытием своего магазина она поставила экранизацию популярной турецкой пьесы «Ашик Гарип» с любительской группой, которую создала вместе с друзьями.